# 22227 Polyxenos
22227 Polyxenos (5030 T-2) là một Trojan của Sao Mộc được phát hiện ngày 25 tháng 9 năm 1973.